# Yagyū Shingan-ryū
Ne doit pas être confondu avec Yagyū Shinkage-ryū.
Le Yagyū shingan-ryū (柳生心眼流) est une école traditionnelle (koryū) d'arts martiaux japonais. Différents styles internes au Yagyū shingan-ryū, comme le heihōjutsu et le taijutsu, se réfèrent à différents fondateurs, Hayato Takenaga et Mataemon Araki respectivement, mais ils remontent tous à Tatewaki Ushū (羽州 帯刀 (Ushū Tatewaki)), connu dans certains parchemins historiques sous le nom de Shindō Tatewaki, qui enseigna un système basé sur les tactiques du champ de bataille de la période Sengoku appelé Shindō-ryū.
Le mot shingan (心眼) s'inscrit dans le cadre de la philosophie zen, et fut choisi afin de décrire un concept fondamental du style. Shingan peut faire référence à l'« œil de l'esprit » ou « œil du cœur », et à la capacité de sentir ou de lire les intentions de son adversaire par un sens interne. À l'origine appelée simplement Shingan-ryū, l'école fut plus tard renommée Yagyū shingan-ryū en raison de l'influence du Yagyū Shinkage-ryū de Yagyū Tajima No Kami Munenori.
Le Yagyū shingan-ryū fut créé afin d'être un art de champ de bataille avec une large étude des armes et des techniques de saisies pouvant être utilisées avec ou sans port d'armure. Les techniques du Yagyū shingan-ryū furent néanmoins conçues pour éliminer un ennemi rapidement et sans effort. Dans les premiers temps, les écoles Yagyū shingan et Shinkage étaient similaires, considérées toutes deux comme une matrice des techniques martiales avec ou sans armes. Cependant, les deux écoles évoluant, le Yagyū shinkage-ryū se concentrant dans un premier temps sur l'escrime au sabre (kenjutsu), alors que le Yagyū shingan-ryū maintint un système de combat global, comprenant le jujutsu, le bâton moyen (bōjutsu), le combat à la lance à lame courbe (naginatajutsu), les techniques de dégainage (iaijutsu) et le combat au sabre (kenjutsu).

## Takenaga Hayato
Takenaga Hayato (竹永 隼人, dates de naissance et de mort inconnues), parfois connu sous le nom de Hayato Kanetsugu Takenaga (Jikinyu), créa le Yagyū shingan-ryū, qu'il enseigna tout d'abord dans la ville connue sous le nom de Sendai dans la préfecture de Miyagi. Avant de créer cette école, Takenaga Hayato étudia le Shindō-ryū (神道流), le Shinkage-ryū (« Ombre divine », 神影流), le Shuza-ryū (首座流), le Toda-ryū (戸田流) et le (Yagyū) Shinkage-ryū (« Nouvelle Ombre », 新陰流).
Hayato Takenaga était clairement influencé par ses études au sein du Shindō-ryū d'Ushū Tatewaki. Hayato Takenaga se rendit à Edo, où il fut employé par la famille Yagyū et étudia le Yagyū Shinkage-ryū avec Munenori Yagyū. Le nom de Yagyū shingan-ryū fut utilisé après que Hayato Takenaga soit autorisé par Munenori Yagyū à utiliser le patronyme de la famille Yagyū dans son enseignement. De retour à Sendai, il enseigna aux ashigaru jusqu'à sa mort.
Ichiroemon Yoshikawa prit la succession de Hayato Takenaga, puis le flambeau passa à Kyuzaburo Ito, puis à Samon Koyama qui partit à Edo et devint le chef de la lignée d'Edo du Yagyū shingan-ryū. Dans ses dernières années, Samon Koyama retourna à Sendai où il continua à enseigner.
La lignée de Sendai du Yagyū shingan-ryū est actuellement sous les directions de Shimazu sensei (soke chikuosha) et Hoshi sensei (soke ryūshinkan).

## Araki Mataemon
Araki Mataemon (荒木 又右衛門 (Araki Mataemon), 1594–1634) est considéré comme le père spirituel de la lignée Edo du Yagyū shingan-ryū, connu par la suite sous le nom de Yagyū shingan-ryū taijutsu. La lignée Edo débute avec le grand-maître Koyama Samon (1718–1800), qui apporta son art de Sendai à Edo. Alors que le nom de Araki Mataemon apparaît sur les parchemins historiques de l'école, son influence réelle sur la tradition n'est pas claire. Pour de nombreuses personnes, il est considéré comme le fondateur spirituel de la tradition du Yagyū shingan-ryū taijutsu.
Le Yagyū shingan-ryū a évolué au long des siècles, chaque grand-maître affinant l'art. Bien qu'il n'existe pas de preuve, il est possible que Koyama Samon ait été influencé ou inspiré par Araki. Ceci a peut-être conduit aux différences dans la forme et la philosophie qui existe aujourd'hui dans l'apport de Hoshino Tenchi. Koyama Samon retourna à la fin de sa vie à Sendai.
Araki était un pratiquant du Yagyū shinkage-ryū, sous la direction de Yagyū Munenori. La légende indique que Yagyū Munenori dégaina son épée et attaqua Araki Mataemon par surprise. Araki se défendit en utilisant seulement une feuille de papier roulé. Après avoir réussi l'épreuve finale, il reçut le certificat menkyo kaiden par son professeur, Yagyū Munenori. Il est dit aussi que Araki fut le professeur de Yagyū Jubei Mitsutoshi, le fils aîné de Munenori. Cette histoire fut utilisée dans une série télévisée japonaise populaire, Trois générations du sabre Yagyū.
À l'origine, le Shingan-ryū d'Araki était connu sous le nom d'« Araki-dō ». La légende de la lignée Edo indique que ce fut Yagyū qui accorda la permission d'utiliser le nom de Yagyū dans l'intitulé de l'école. De nos jours, la lignée Edo du Yagyū shingan-ryū taijutsu, sous la direction du grand-maître Kajitsuka sensei (soke Arakido), continue à pratiquer le Yagyū shinkage-ryū au côté du Yagyū shingan-ryū taijutsu (Kajitsuka sensei détient le menkyo kaiden du Yagyū shinkage-ryū).

## Branches
Il existe deux branches (lignées) principales du Yagyū shingan-ryū, ainsi que quelques lignées mineures.

### Lignée de Sendai
Le Yagyū shingan-ryū heihōjutsu (lignée de Sendai) est dirigé par le grand-maître Kenji Shimazu (Chikuosha). Kenji Shimazu a étudié les lignées de Sendai et de Edo avec le grand-maître Aizawa Tomio (lignée de Edo, Yorifuji den et lignée de Sendai, Kano den) et la lignée de Sendai avec le grand-maître Kunio Hoshi (lignée de Sendai, Hoshi den). Le Yagyū shingan-ryū heihōjutsu sous la direction de Kenji Shimazu est basé à Tokyo. De petites mais solides branches sous la supervision directe de Shimazu Kenji existent en Australie (Philip Hinshelwood), Suède (Per Eriksson) et Suisse (sous la direction de la branche suédoise).
Le Yagyū shingan-ryū heihō (lignée de Sendai) était dirigé par Kunio Hoshi (ryūshinkan) jusqu'à sa mort en 2007. Son petit-fils, Kunio Hoshi II (né Hiroaki Kunio), fut nommé comme successeur, grand-maître de la 18e génération (descendant familial de la 5e génération).
La lignée de Sendai est connue pour ses enchaînements en armure, ses coups fulgurants et ses attaques aux points vitaux.[réf. nécessaire]
Le Yagyū shingan-ryū de la lignée Sendai possède trois niveaux primaires dans son programme : omote, ura et kage. Il a un large éventail de pratiques (armement, jujutsu, kappo) et a été pratiqué dans la région de Sendai pendant de nombreuses générations.

### Lignée de Edo
Le Yagyū shingan-ryū taijutsu (lignée de Edo) est dirigé par Yasushi Kajitsuka (grand-maître de la 11e génération). Cette lignée provient de Samon Koyama, grand-maître de la 4e génération de la lignée principale du Yagyū shingan-ryū heihō. Samon Koyama dirigea un dojo dans l'ancienne capitale Edo (de nos jours Tokyo) pendant près de 20 ans. La vie dans cette grande ville imposait une forme plus raffinée de bujustu. Le shogunat Tokugawa avait réussi à apporter de la stabilité à la nation, imposant la fin d'une longue période de conflits internes. L'ordre social était basé sur les principes confucéens. Les tactiques de champ de bataille en armure évoluèrent naturellement vers des méthodes plus pratiques d'auto-défense efficaces dans le climat local et social.
L'école de taijutsu fut créée par Tenchi Hoshino, grand-maître de 8e génération et est connue pour ses techniques de saisies à très courtes distances de jujutsu requérant une connaissance approfondie des mouvements du corps. Dans ce contexte, taijutsu fait référence aux principes sous-jacents de la dynamique corporelle, plutôt qu'aux techniques physiques elles-mêmes. Comme les termes de jujutsu ou de yawara l'impliquent, elles sont essentiellement des techniques douces qui ne nécessitent pas un emploi important de force brute. L'agressivité du style resta la même. Certaines des techniques les plus caractéristiques incluent des techniques de marteau-pilon (faire chuter son adversaire sur la tête), de brise-reins ou de coup du lapin. Bien que la lignée Edo de l'école ne pratique pas le port de l'armure durant l'entraînement ou les démonstrations, les techniques sont directement liées au combat en armure. Le style comprend la plupart des formes d'armes classiques, mais se distingue par son bâton unique de 6 pieds (1,83 m) et son kata ōdachi.
Contrairement aux budō modernes (shin budō) japonais, qui furent créés pour les masses et qui sont très souvent à objet sportif, les kobudō (ko, raccourci de koryū, signifiant « ancien » ou « traditionnel ») étaient conçus pour les guerriers, avec pour seul pensée « tuer ou être tué ». De nombreux shin budō possèdent des racines pour partie dans les écoles Yagyū[réf. nécessaire]. Ainsi, Morihei Ueshiba, fondateur de l'aïkido, étudia le jujutsu de Yagyū shingan-ryū pour lequel il reçut un menkyo de la part d'un maître de la lignée Edo (style provenant du 6e maître de la lignée, Saburō Goto, d'où le nom particulier de Goto-ha)[réf. nécessaire]. 
Le Yagyū shingan-ryū Taijutsu (lignée Edo) était à l'origine localisé dans la préfecture de Kanagawa[réf. nécessaire].